# Feihyla palpebralis
Feihyla palpebralis é uma espécie de anfíbio da família Rhacophoridae.
Pode ser encontrada nos seguintes países: China e Vietname.
Os seus habitats naturais são: florestas subtropicais ou tropicais húmidas de baixa altitude, regiões subtropicais ou tropicais húmidas de alta altitude, rios, pântanos, marismas de água doce e marismas intermitentes de água doce.
Está ameaçada por perda de habitat.